# Ferrari World
Ferrari World là một công viên vui chơi giải trí trên đảo Yas ở Abu Dhabi. Công viên trung tâm này có diện tích mái che lên tới 200.000 m2 (2.152.782 sq ft)  làm cho nó trở thành công viên giải trí trong nhà lớn nhất trên thế giới. Ferrari World chính thức khai trương vào ngày 4 tháng 11 năm 2010. các công viên giải trí là nơi có Formula Rossa, là tàu lượn siêu tốc nhanh nhất thế giới.

## Lịch sử
Vào cuối năm 2005, có tin nói rằng Ferrari và Aldar Properties đã ký một thỏa thuận xây dựng công viên theo chủ đề đầu tiên của Ferrari và trên thế giới tại Abu Dhabi. Vào thời điểm đó, nó đã được dự kiến là mở cửa cho công chúng vào năm 2008. Tuy nhiên, sự chậm trễ khiến nó tới tận năm 2010 mới chính thức đi vào hoạt động. Việc xây dựng bắt đầu vào tháng 11 năm 2008 và được hoàn thành chưa tới hai năm. Vào giữa năm 2010, có thông báo rằng Ferrari World sẽ mở cửa vào ngày 28 tháng 10 năm 2010. Tuy nhiên, nó đã bị trì hoãn thêm một tuần do sự ra đi của Sheikh Saqr bin Mohammad Al Qassimi Ras al-Khaimah  Ferrari World chính thức mở cửa cho công chúng vào ngày 4 tháng 11 năm 2010.
Vào tháng 12 năm 2011, sau một năm hoạt động, Ferrari World rút ngắn thời gian hoạt động của mình. Điều này dẫn đến 100 nhân viên bị thôi việc, còn lại thì chỉ nhận được mức lương thấp hơn.

## Mô tả
Mái nhà của công trình mang biểu tượng của hãng Ferrari, được thiết kế bởi kiến trúc sư Benoy. Nó được mô hình hóa của một chiếc Ferrari GT. Ramboll là nhà cung ứng các kỹ thuật kết cấu, quy hoạch tổng thể và thiết kế đô thị, địa kỹ thuật cũng như kỹ thuật mặt tiền của công trình. Mái nhà có diện tích bề mặt tổng cộng lên tới 200.000 m2 (2.152.782 sq ft) với chu vi 2.200 m (7,218 ft). Công viên chủ đề có diện tích sử dụng 86.000 m2 (925.696 sq ft), nằm dưới 50 m (164 ft) so với mái. Những yếu tố này làm cho Ferrari World trở thành công viên giải trí trong nhà lớn nhất thế giới.
Một logo Ferrari tô điểm mái của tòa nhà với chiều dài 65 m (213 ft) và rộng 48,5 m (159,1 ft) khiến nó là logo của hãng Ferrari lớn nhất từng được tạo ra  12.370 tấn sắt thép đã được sử dụng để hỗ trợ mái nhà này. Trung tâm của mái nhà là một chiếc phễu bằng kính có đường kính 100 m (328 ft)} [11] Cấu trúc đã được công bố là đã hoàn chỉnh vào ngày 29 tháng 10 năm 2009 và mở cửa một năm sau đó .

## Các điểm vui chơi
xxxxnhỏ|180px|phải|Bell'Italia]]
Jack Associates Rouse là một công ty thiết kế kinh nghiệm ở Cincinnati, chịu trách nhiệm cho việc thiết kế của hầu hết các điểm vui chơi giải trí trong công viên. Ngày 20 tháng 7 năm 2010, Ferrari World công bố tên của tất cả những điểm vui chơi trước ngày khai mạc.
- Bell'Italia (tiếng Anh: Beautiful Italy) - là một nơi triển lãm trưng bày vui chơi của Ý nổi tiếng, với cấu trúc của một trường đua. Khách có thể chọn lái một chiếc Ferrari 250 California Spyder trong suốt triển lãm hoặc đi bộ trên quãng đường dài 570 m (1.870 ft) qua các mạng lưới đường dẫn [12][16][17][18].
- Carousel
- Cinema Maranello là một nhà hát giới thiệu các bộ phim mang du khách trở lại những năm 1920.
- Driving with Champions là một chương trình 3D tương tác, nói về cuộc sống của một kỹ sư Ferrari [15]
- Fiorano GT Challenge - tàu lượn siêu tốc của hãng Maurer Söhne[19][20][21][22]

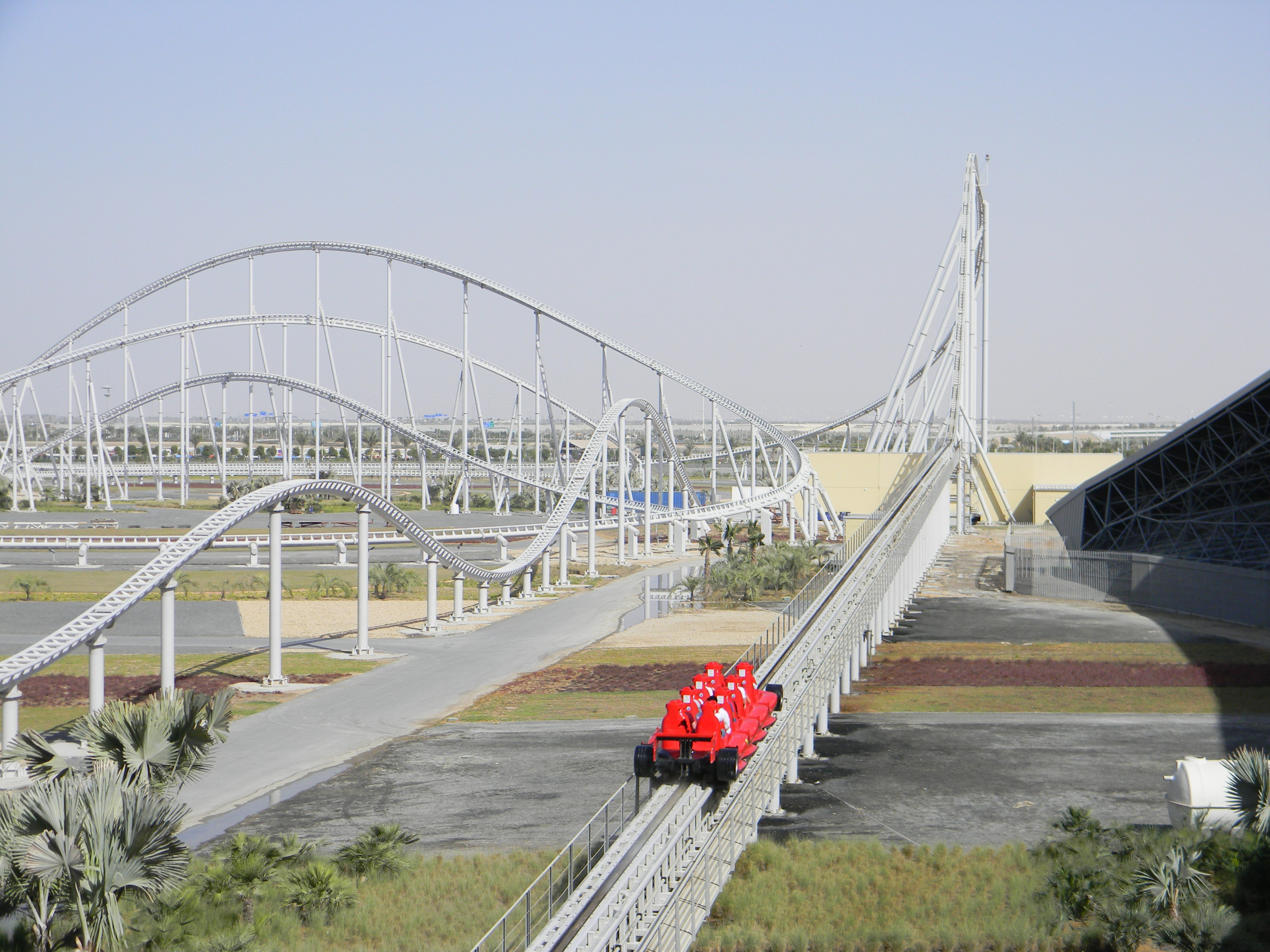
Formula Rossa

Quảng trường Enzo Ferrari

- Formula Rossa là tàu lượn siêu tốc hoạt động bằng hệ thống thủy lực được sản xuất bởi công ty thiết kế tàu lượn Thụy Sĩ Intamin. Hiện nay, đây là tàu lượn siêu tôc nhanh nhất thế giới, có thể đạt tốc độ tối đa 240 km/h (149 mph) [3][4][12][22][23][24][25]
- Galleria Ferrari  bộ sưu tập xe Ferrari lớn nhất thế giới ngoài Maranello.[26]
- G-Force

Ngoài ra, du khách có thể mua hàng hóa từ một số cửa hàng bán lẻ ở khắp công viên bao gồm Ferrari Store là cửa hàng lớn Ferrari nhất thế giới và một cửa hàng Ferrari có các đồ lưu niệm cá nhân. Các cửa hàng thực phẩm và đồ uống nhằm mục đích cung cấp kinh nghiệm ăn uống ở Ý.